# Monte Petrella
Il Monte Petrella (1530,9 m), situata nel territorio del comune di Spigno Saturnia (LT nel Lazio, all'interno del territorio del parco naturale dei Monti Aurunci. È la cima più elevata del gruppo dei Monti Aurunci.

## Descrizione
Situato ai margini del territorio ovest del Comune di Spigno Saturnia, confina a nord con il Monte Cavecce (nord-est), a nord-ovest il Monte Coculo e circondato dal territorio di Esperia a nord ed a ovest, a sud con il Monte Campetelle, a est si affaccia sulla Valle dell'Ausente, mentre a ovest domina le catene parallele del Monte Altino-Redentore e degli Aurunci di Itri.
Costituisce un balcone su tutto il Lazio meridionale, offrendo la possibilità di spaziare con lo sguardo sulla costa al confine con la Campania (fino al Vesuvio e al Monte Faito), la Valle dell'Ausente, la piana di Pontecorvo e il Monte Cairo, i confini del Parco Nazionale d'Abruzzo.

### Vie di salita
Il Petrella si può abbordare normalmente da due direzioni: da Spigno Saturnia (est) oppure da Maranola (ovest). In quest'ultimo caso vi sono due varianti: percorrenza della strada sterrata che sale dal paese (248 m) fino alla fontana Canale (1276 m) e salita a piedi solo dell'ultimo tratto; oppure - in maniera più completa - partenza dal Rifugio del Redentore (819 m), percorrenza del sentiero dei pellegrini fino alla Sella Sola, attraversamento dalla distesa piano-altimetrica del Monte Altino fino ai piedi del Monte S. Angelo, salita del M. S. Angelo e del Monte Campetelle per giungere infine sulla cima.

### La cima
L'area sommitale del Monte Petrella è stata proposta come sito di interesse comunitario con codice IT6040026, Decreto 25 marzo 2005.L'intero massiccio è caratterizzato da importanti fenomeni carsici, particolarmente pronunciati sulla cima di questa montagna. Dal punto di vista speleologico, l'area è sicuramente tra le più interessanti a livello regionale: numerose grotte e inghiottitoi si aprono lungo la cresta nord-est e nei canali situati tra la cima ed il Monte Campetelle, alcune tra le più profonde del Lazio, ancora in corsi di esplorazione e percorribili solo da speleologi esperti. Tra queste si ricordano la Ciauca di Cesa gliu Vicciu (-105 m), l'Abisso Shish Mahal (-315 m), l'Abisso dell'Innominato (-211 m) e l'Abisso di Monte Petrella (- 44 m), solo per citarne alcune.
Proprio in vetta del monte è presente una piccola stazione di emissione con alte antenne alimentate da pannelli fotovoltaici. A poca distanza dall'edificio delle antenne c'è una minuscola piattaforma di atterraggio in cemento per l'elicottero della manutenzione.